# Église Saint-Vaast de Loison-sous-Lens
L'église Saint-Vaast est une église catholique de la ville de Loison-sous-Lens dans le département français du Pas-de-Calais. Dédiée à saint Vaast, elle dépend du diocèse d'Arras et de la paroisse Bienheureux-Marcel-Callo-en-Mines,.

## Histoire
Une première chapelle est construite au VIe siècle dans une région évangélisée par saint Vaast. Elle est remplacée par une église au Xe siècle. Délabrée, elle laisse la place à une nouvelle église en 1779. Après avoir servi de caserne par les Allemands, elle est détruite par les obus à la fin de la Grande Guerre. L'église actuelle est consacrée le 27 octobre 1929. Elle est rénovée en 1983 et 2003.

## Description
L'église de briques et de béton est en plan de croix latine. Le porche est en forme de portique dorique flanqué de triplets de baie. La façade est décorée d'un grand arc intégrant une rosace et elle est surplombée d'un petit clocher sous une haute flèche. Les corniches sont décorées de triangles de béton avec un rond comprenant une croix pattée.
La nef large, flanquée de bas-côtés, est sous une voûte en berceau soutenue par des colonnes dont le fût est décoré de mosaïque. Les vitraux du chœur représentent sainte Thérèse de Lisieux, Notre-Dame de Lourdes, le Christ et saint Vaast. La voûte est peinte des symboles des Évangélistes. Les murs sont peints en rose à la base.